# Frederick Oldfield Ward
Fredrick Oldfield Ward, filho de Stephen Scott Ward, foi um médico formado pela Tonbridge School, onde ele estudou de 1827 a 1932.
Ele é o epônimo do triângulo de Ward, descrito no livro Outlines of Human Osteology, de 1838, mas a região só ganhou popularidade a partir da introdução do raio-X na medicina.